# Кравчинский, Дмитрий Михайлович
Дмитрий Михайлович Кравчинский (10 ноября 1857, Херсонская губерния — 7 [20] октября 1918, Лисино, Петроградская губерния) — русский учёный в области лесного хозяйства. Действительный статский советник.

## Биография
Родился 10 ноября 1857 года[по какому календарю?] в селе Абрамовка Херсонской губернии, где был расквартирован полк, в котором его отец состоял военным врачом. Детство прошло в постоянных разъездах по югу Украины, вместе с полком. После смерти отца жил с родными в Харькове. Поступил в Полтавскую военную гимназию, из которой перешел в первый класс Кадетского корпуса, где самостоятельно выучился читать по-французски и по-немецки.
В 1874 году поступил в Санкт-Петербургский технологический институт, откуда через несколько месяцев перешёл в Санкт-Петербургский земледельческий институт: по результатам экзаменов был принят сразу на 2-й курс. В 1877 году окончил лесное отделение института и был оставлен в институте (который стал именоваться как Лесной институт) на кафедре лесной таксации у профессора А. Ф. Рудзкого для подготовки к преподавательской работе. В 1876 году в «Лесном журнале» была опубликована его научная работа «Вопрос о влиянии леса на климат».
В 1879 году отправлен на два года в научную командировку за границу с целью изучения ведения лесного хозяйства, но через год вернулся на должность ассистента в Лесном институте.
В 1882 году он перешёл на работу лесничим 2-го Шиповского лесничества в Воронежской губернии. Вскоре, занял освободившуюся вакансию преподавателя лесоводства и ботаники в Лисинском училище, где преподавал на протяжении 35 лет. Вместе с учащимися он организовал образцовое научное хозяйство на площади 26 тыс. десятин (это было первое в России опытное лесоустройство на основании типов насаждений).
С 6 апреля 1914 года — в чине действительного статского советника. Был награждён орденами Св. Владимира 4-й ст. (1913), Св. Анны 2-й ст. (1894), Св. Станислава 2-й ст. (1891).
Переживая невозможность остановить массовое браконьерство, возникшее после революционных событий 1917 года Кравчинский застрелился в 1918 году.

## Научная деятельность
Д. Кравчинский — исследователь еловых лесов.
Известен своей научно-практической деятельностью в Лисинском лесничестве, которую организовал и где проработал 35 лет. Для Лисинской лесной дачи он выделил хозяйства по типам:
- ель по суходолу на суглинках,
- сосна боровая (строевая),
- сосна по болоту (дровяная),
- берёза по суходолу,
- береза по болоту и пр.

Сам термин «тип насаждения», широко используемый лесоводственной литературой, впервые предложил Д. М. Кравчинский. Его интересовали также вопросы влияния леса на климат, ухода за лесом, проблемы лесоустройства.